# The Adventures
The Adventures is een band uit de Noord-Ierse stad Belfast, die in de jaren tachtig enkele hitjes had.
De band bestond onder meer uit zanger Terry Sharpe en gitarist Pat Gribben, die de band begonnen nadat hun vorige groep in 1980 uit elkaar was gevallen. De band bracht in totaal vijf albums uit.

## Discografie

### Singles
| Single met eventuele hitnotering(en) in de Nederlandse Top 40 | Datum van verschijnen | Datum van binnenkomst | Hoogste positie | Aantal weken | Opmerkingen |
| ------------------------------------------------------------- | --------------------- | --------------------- | --------------- | ------------ | ----------- |
| Send My Heart                                                 | 1985                  | 5-1-1985              | tip14           | 6            |             |
| Broken Land                                                   | 1988                  | 16-4-1988             | tip7            | 9            |             |